# Gołąbek zmiennobarwny

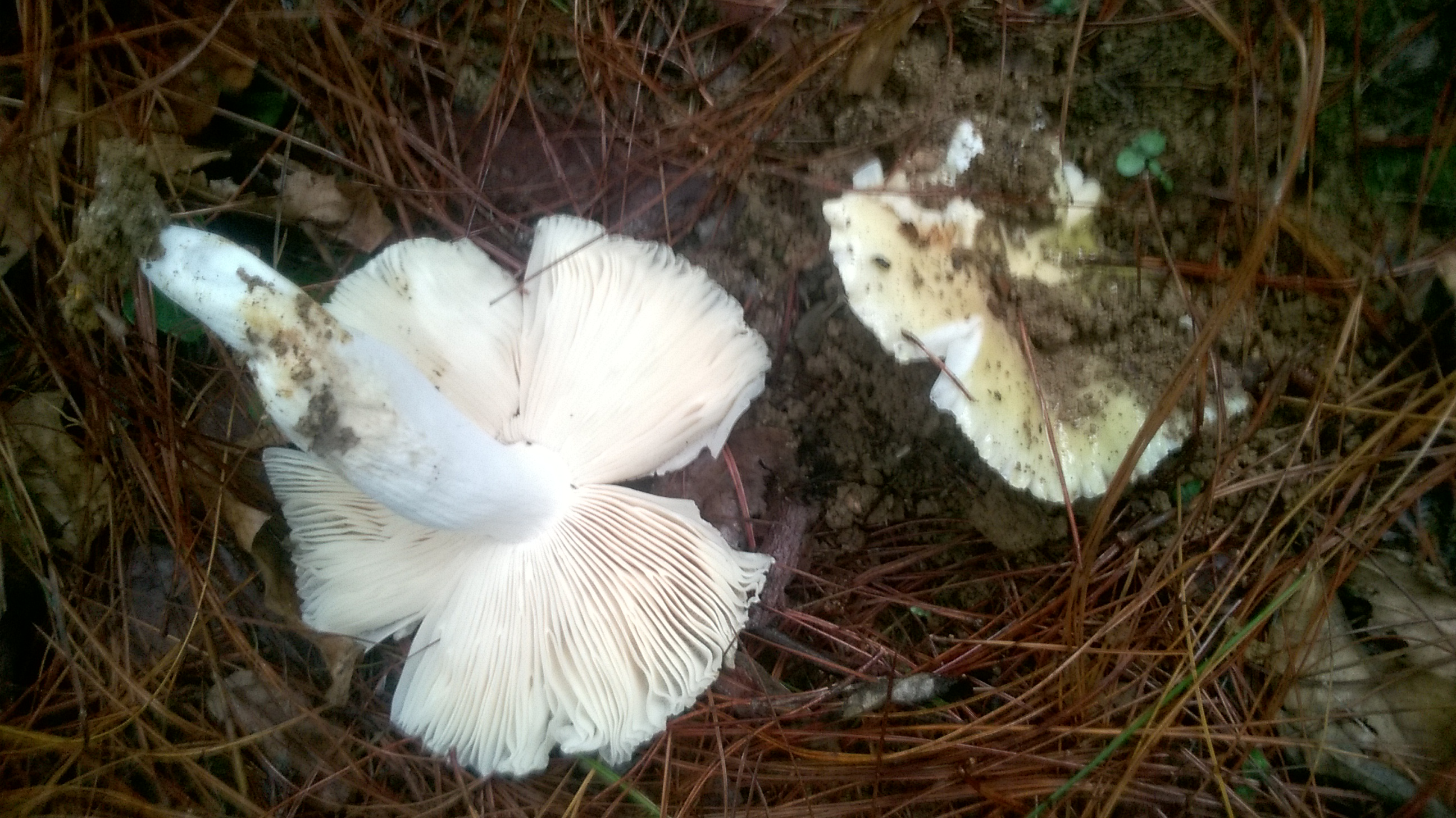

Gołąbek zmiennobarwny, gołąbek żółty (Russula risigallina (Batsch) Sacc.) – gatunek grzybów należący do rodziny gołąbkowatych (Russulaceae). Jest to mały żółty gołąbek, opisywany jako jadalny i smaczny, ale trudny do identyfikacji spośród wielu wizualnie podobnych grzybów. Grzyb ten można spotkać w różnych krajach Europy.

## Systematyka i nazewnictwo
Pozycja w klasyfikacji według Index Fungorum: Russula, Russulaceae, Russulales, Incertae sedis, Agaricomycetes, Agaricomycotina, Basidiomycota, Fungi.
Po raz pierwszy opisał go w 1786 r. August Johann Georg Karl Batsch, nadając mu nazwę Agaricus risigallinus. Obecną nazwę nadał mu Pier Andrea Saccardo w 1915 r.
Ma około 50 synonimów. Niektóre z nich:
- Russula chamaeleontina (Lasch) Fr. 1838
- Russula vitellina Gray 1821[3].

Polskie nazwy nadała Alina Skirgiełło w 1991 r. (dla nazwy naukowej Russula chamaleontina).

## Morfologia
Kapelusz
Średnica 4–4,5 cm, rzadko większy, początkowo wypukły, ale szubko rozpościerający się, z niewielkim garbkiem lub wklęsłością na środku. Powierzchnia gładka, w stanie wilgotnym błyszcząca, w stanie suchym matowa, lekko porysowana, zazwyczaj morelowa, czasem pomarańczowa lub ceglastoczerwona, na środku żółta, rzadko z morelowym brzegiem. Brzeg tępy, gładki, u starszych okazów karbowany. Skórka daje się oderwać prawie całkowicie.
Blaszki
Wolne, dosyć rzadkie, o równej długości, czasami rozwidlone, przy brzegu zaokrąglone początkowo jasnożółte, potem żółte do ochrowożółtych.
Trzon
Wysokość 2,5–6 cm, grubość 0,7–1,5 cm, walcowaty, czasami ze zgrubiałą podstawą, kruchy, początkowo pełny, potem watowaty, na koniec pusty. Powierzchnia gładka, u starszych okazów jedwabista, bardzo rzadko z różowawym odcieniem.
Miąższ
Dość ścisły, miękki, kruchy, biały o słabym, morelowym zapachu. i łagodnym smaku.
Wysyp zarodników
Wyraźnie żółty lub żółtoochrowy.
Cechy mikroskopowe
Bazydiospory 7–9 × 7–7,5 µm, o kształcie od jajowatego do szeroko elipsoidalnego, pokryte pojedynczymi, dość licznymi, amyloidalnymi, małymi, średnimi i dużymi brodawkami. Podstawki 30–40 × 10–12 µm. Cystydy 40–65 × 6,5–10 µm, o kształcie od walcowatego do wrzecionowatego, z kończykiem, w sulfowanilinie czerniejące w górnej części.

## Występowanie i siedlisko
Występuje w Ameryce Północnej, Europie, Azji, Afryce. W Europie jest szeroko rozprzestrzneiony, występuje od Morza Śródziemnego po północne krańce Półwyspu Skandynawskiego i od Islandii po Azję. W Polsce Władysław Wojewoda w 2003 r. przytoczył wiele stanowisk, wiele stanowisk podano także w późniejszych latach.
Naziemny grzyb mykoryzowy. Występuje w lasach liściastych, iglastych i mieszanych. Owocniki tworzy głównie od lipca do listopada. Preferuje tereny trawiaste.